# Francs Archers Laval
Les Francs Archers de Laval forment un club français basé à Laval.
La section football évolue en 2010-2011 au niveau régional de la Ligue du Maine pour les équipes féminine et masculine.

## Histoire
Le patronage Saint Louis de Gonzague est créé en 1892. Il se transforme en 1910 en association sportive sous le nom de Francs-Archers de La Bonne Lorraine. 
Le nom reprend celui d'une compagnie du Moyen Âge : les Francs-Archers de Laval.
En 1936, l'équipe est championne 1re Série dans le district de Haute-Bretagne. Lors de la saison 1939-40, elle joue en DH Ouest au même niveau que le Stade lavallois.
En 1945, le FA Laval est demi-finaliste de la Coupe de l'Ouest, face au FC Nantes.

## Palmarès Masculin
- Division Honneur
  - Vainqueur: Maine 1993, Maine 1995, Maine 1999

- Coupe de l'Ouest
  - Demi-Finaliste: 1945

- Coupe du Maine
  - Vainqueur: 1994

- Coupe de France
  - 1992 - 1993 : Élimination au 8e tour par Guingamp

## Palmarès Féminin
- Division Honneur
  - Vainqueur: Maine 2007 (féminin)

- Coupe du Maine
  - Vainqueur: 2007 et 2012 (féminin)